# Tulka naturreservat
Tulka naturreservat är ett naturreservat i Norrtälje kommun i Stockholms län.
Området är naturskyddat sedan 2020 och är 56 hektar stort. Naturreservatet ligger nordost om Hallstavik och består av barrskog.